# Ursulinas de Calvarienberg
La Congregación de Hermanas Ursulinas de Calvarienberg (en latín: Congregatione Sororum Santae Ursulae (Calvarienberg)) es un instituto religioso católico femenino, de vida apostólica y de derecho pontificio, fundado en 1870 luego de la unión de varios monasterios de ursulinas de Alemania. A las religiosas de este instituto se les conoce como ursulinas de Calvarienberg y posponen a sus nombres las siglas O.S.U.

## Historia

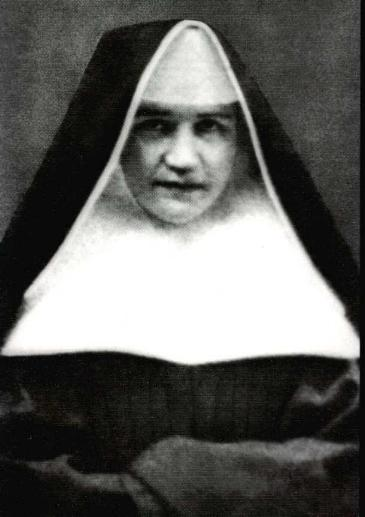
Blandina del Sagrado Corazón (1883-1918), religiosa del instituto, es venerada como beata en la Iglesia católica.

Los orígenes de la congregación se remontan a la fundación del monasterio de las ursulinas de Düren en 1681. En 1710 este monasterio abrió una filial en Monschau, que en 1838 se trasladó a Calvarienberg, en la ciudad de Bad Neuenahr-Ahrweiler, en un convento que habían abandonado los Hermanos Menores Recoletos. Al consolidarse el monasterio comenzó a fundar sus propias filiales, entre ellas: Aquisgrán (1848), Tréveris (1853), Kempen (1867) y Boppard (1868). Estos monasterios, inicialmente autónomos, se unieron el 1 de julio de 1870, dando origen a una nueva congregación religiosa centralizada.
La congregación sufrió la supresión del Kulturkampf, salvándose solo la casa madre de Calvarienberg. Numerosas religiosas se establecieron en Bélgica y en los Países Bajos, de cuyas presencias, salieron las refundadoras de los monasterios de Alemania en 1918.
El instituto fue aprobado por el papa Pío XI, mediante decretum laudis del 24 de junio de 1929.

## Organización
La Congregación de Hermanas Ursulinas de Calvarienberg es un instituto religioso de derecho pontificio y centralizado, cuyo gobierno es ejercido por una superiora general. La sede central se encuentra en Bad Neuenahr-Ahrweiler (Francia).
Las ursulinas de Calvarienberg se dedican a la educación y formación cristiana de la juventud. En 2017, el instituto contaba con 33 religiosas y 3 comunidades, presentes únicamente en Alemania.